# Romeinse groet

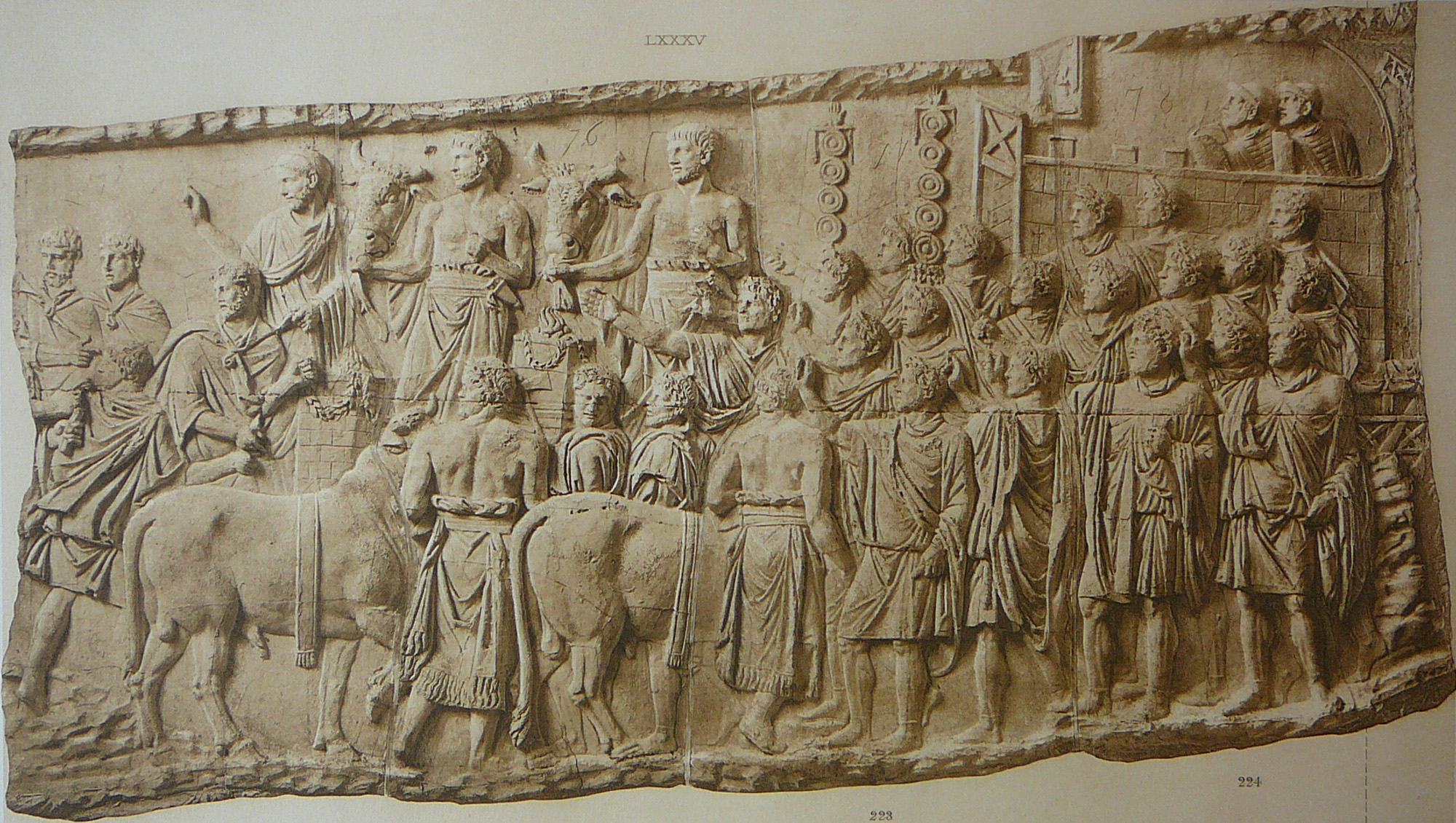
Op de Zuil van Trajanus begroeten Romeinse legionairs hun keizer met opgeheven arm.

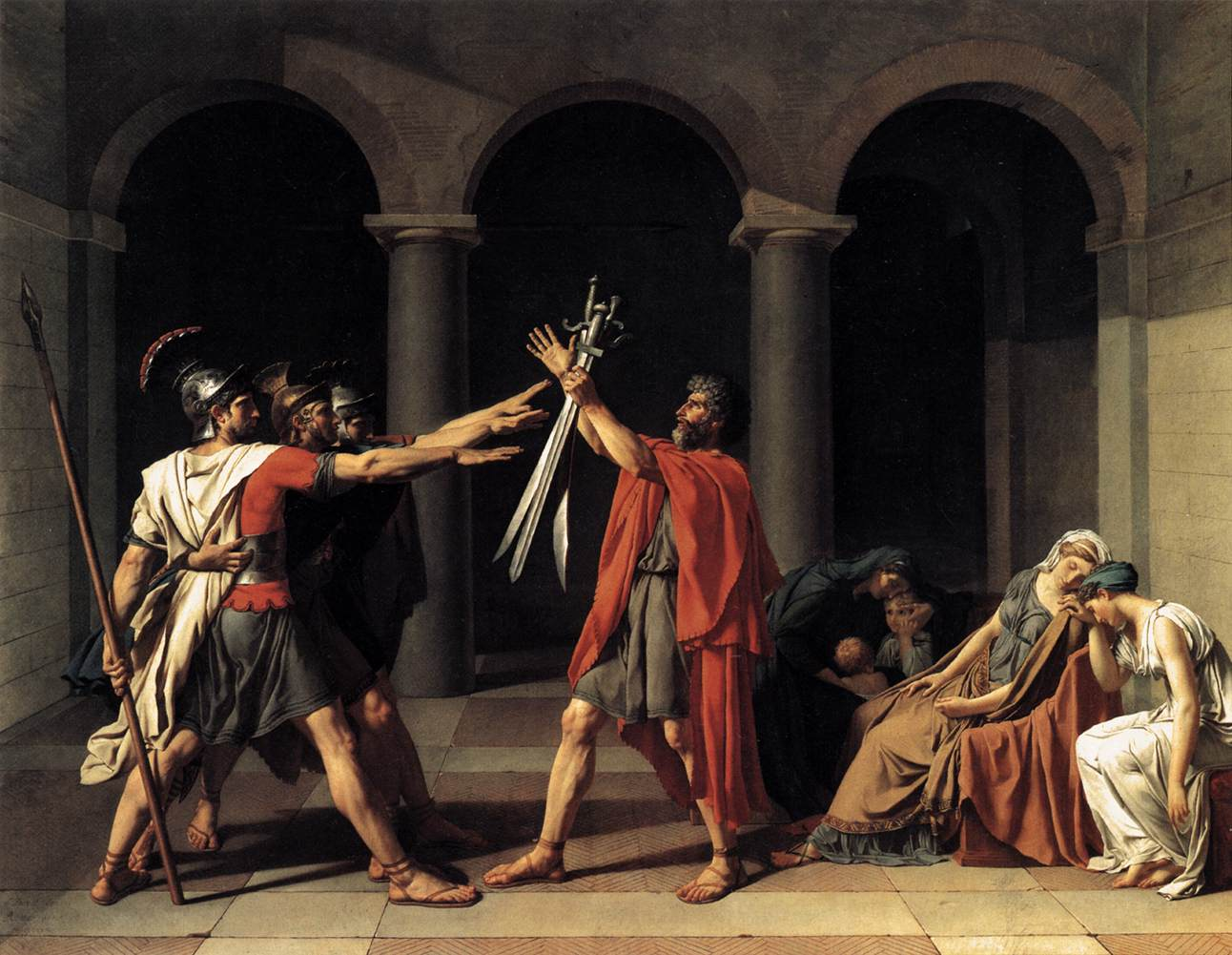
De eed der Horatiï door David

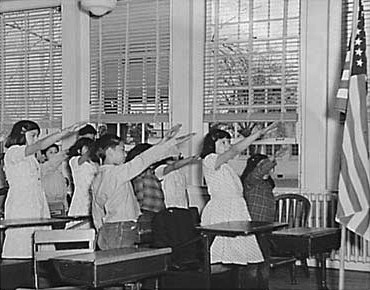
Amerikaanse scholieren brengen in maart 1941 de Bellamy-groet.

De Romeinse groet, (Italiaans: "Saluto Romano") was een tijdens de 17e of 18e eeuw door toneelspelers bedachte groet geassocieerd met de Romeinen (hoewel ze onbekend was in de Romeinse tijd). Tijdens de regeringsperiode van de Italiaanse dictator Benito Mussolini werd de groet uit de kast gehaald en zelfs verplicht. De groet bestaat uit het heffen van de rechterarm en vergezeld met het woord "ave" (Latijn voor "gegroet").

## Oorsprong van de groet met de geheven rechterarm
Op Jacques-Louis Davids schilderij De eed der Horatii (1784) is een gebaar afgebeeld dat door sommige schrijvers als de inspiratiebron voor een "Romeinse groet" wordt aangezien.
De zonen van Horatius zweren op het afgebeelde moment Rome met hun leven te verdedigen.
Livius beschrijft deze scène, maar noemt de eed niet. Het afleggen van de eed kan als Davids eigen dramatisering worden gezien. Livius en Dionysius vermelden de eed van de Horatiï niet. Dionysius laat de trotse vader enkel zijn handen heffen om de hemelse goden te danken.
In Italië werd de groet met de geheven rechterarm voor het eerst in 1919 door Gabriele D'Annunzio gebracht. In de daaropvolgende jaren werd de groet door de steeds meer door de fascisten gedomineerde Italiaanse staat voorgeschreven. In 1925 was de groet in de Italiaanse wet opgenomen. Vanaf 1 december 1925 waren ambtenaren verplicht om de Romeinse groet te brengen, de verdringing van de als "bourgeois" veroordeelde handdruk werd op 21 november 1938 voltooid door een aanwijzing aan de censuur om alle afbeeldingen van mensen die elkaars handen schudden te verbieden of te laten retoucheren.
Deze zogenaamde Romeinse groet is echter geen gebruik geweest in het Romeinse Rijk. Er zijn in de literatuur geen bronnen gevonden en de enige afbeeldingen van een officier die groet met de rechterarm zijn te vinden op de Zuil van Trajanus in Rome. Er is dan ook geen grond voor de bewering dat de door Benito Mussolini ingevoerde fascistische groet, de Hitlergroet of de olympische groet navolgingen zijn van daadwerkelijk door de oude Romeinen gebruikte formele begroetingen. De groet met de geheven rechterarm is in de 17e of 18e eeuw door toneelspelers bedacht.

## Bellamy-groet in de Verenigde Staten
In Amerika werd vroeger aan de vlag een vergelijkbare groet gebracht, de in 1892 bedachte Bellamy-groet. Deze groet, die met geheven rechterhand werd gebracht, raakte in de Tweede Wereldoorlog in onbruik omdat hij op de fascistische groet en de nazi-groet leek.